# Robert Lynn (Unternehmer)
Dieser Artikel wurde aufgrund inhaltlicher und/oder formaler Mängel auf der Qualitätssicherungsseite des Portals Wirtschaft eingetragen. 
Du kannst helfen, indem du die dort genannten Mängel beseitigst oder dich an der Diskussion beteiligst.
Robert Lynn (* 1922 in Bulgarien; † 8. Februar 1998 in Seattle) war ein Unternehmer.
Lynn wuchs in Wien auf und emigrierte 1939 (oder 1949) nach Nordamerika. Er wurde dort zum Experten für Verkauf und Werbung. Anfang der 1960er gründete er dann Real Estate Data Inc. Er war 1969 einer der drei Gründer des internationalen Kurier-Unternehmens DHL. Aus dem Anfangsbuchstaben seines Nachnamens ergab sich das „L“ des Firmennamens. Kurz nach der Gründung verließ er das Unternehmen bereits wieder.